# Роже (бразильський футболіст)
Роже (порт. Roger; нар. 1 березня 1996, Гоянія) — бразильський футболіст, півзахисник клубу «Іпіранга» (Ерешин).
Виступав також за клуби УТА (Арад) та «ЧФР Клуж».
Дворазовий чемпіон Латвії. Чемпіон Румунії.

## Ігрова кар'єра
У дорослому футболі дебютував 2016 року виступами за команду «Віла-Нова», в якій того року взяв участь у 20 матчах чемпіонату. 
Згодом з 2017 по 2020 рік грав у складі команд «Ботафогу» (Жуан-Песоа), «Гоянія», «Атлетіко Гояніенсе», «Кукесі», «Кастріоті» та «Рига».
Своєю грою за останню команду привернув увагу представників тренерського штабу клубу УТА (Арад), до складу якого приєднався 2021 року. Відіграв за арадську команду наступний сезон своєї ігрової кар'єри. Більшість часу, проведеного у складі УТА, був основним гравцем команди.
У 2022 році уклав контракт з клубом «ЧФР Клуж», у складі якого провів наступний рік своєї кар'єри гравця. 
Протягом 2023—2024 років захищав кольори клубів УТА (Арад), «Ат-Тараджі», «Університатя» (Клуж-Напока) та «Корвінул».
До складу клубу «Іпіранга» (Ерешин) приєднається з 2025 року.

## Титули і досягнення
- Чемпіон Латвії (2):

«Рига»: 2019, 2020
- Чемпіон Румунії (1):

«ЧФР Клуж»: 2021-2022